# Křižanov (Hořičky)
Křižanov (dawniej również Křížanov, niem. Kreuzhöfner czy Křižanow) – dzielnica czeskiej gminy Hořičky w powiecie Náchod.

## Geografia i przyroda

### Położenie
Miejscowość leży na granicy powiatów Náchod i Trutnov na obszarze katastralnym Křižanov u Mezilečí, który składa się jeszcze z wsi Mečov.
Teren ten jest jednym z ostatnich południowych odnóg wyżyny Podkrkonošská pahorkatina, które są najbardziej widoczne w pobliżu wsi, przede wszystkim w okolicy lasu Barchoviny.
Północna granica Křižanova składa się z lasu Barchoviny, który sięga gminy Libňatov. W zachodnim sąsiedztwie znajduje się Posadov, dzielnica gminy Mezilečí. Na południowym wschodzie leży gmina Litoboř, a na wschodzie miejscowość Mečov, która należy do obszaru katastralnego Křižanov u Mezilečí. Południowa część wsi składa się z lasu Výroviny (również miejscowa nazwa: Vejroviny), za którym jest usytuowana gmina Hořičky.
Miejscowe nazwy na terenie gminy
| Grupy nazw | Nazwy |
| Lasy       | Barchoviny – Borek – Nad Netíkem – Olšina – Vejroviny                                                                             |
| Pola, łąki | Barchovinská – K přívratům - K hliníkům – Mečovská – Na krutině – Na pádolině – Nízký Tábor - Od Výrovin – Pod Olšinou – U olšiny |
| Wzgórza    | Na příčnici – Vysoký Tábor |

Współrzędne geograficzne Křižanova wynoszą: 50° 27’ 45.48’’ długości geograficznej wschodniej oraz 15° 59’ 49.04’’ szerokości geograficznej północnej.

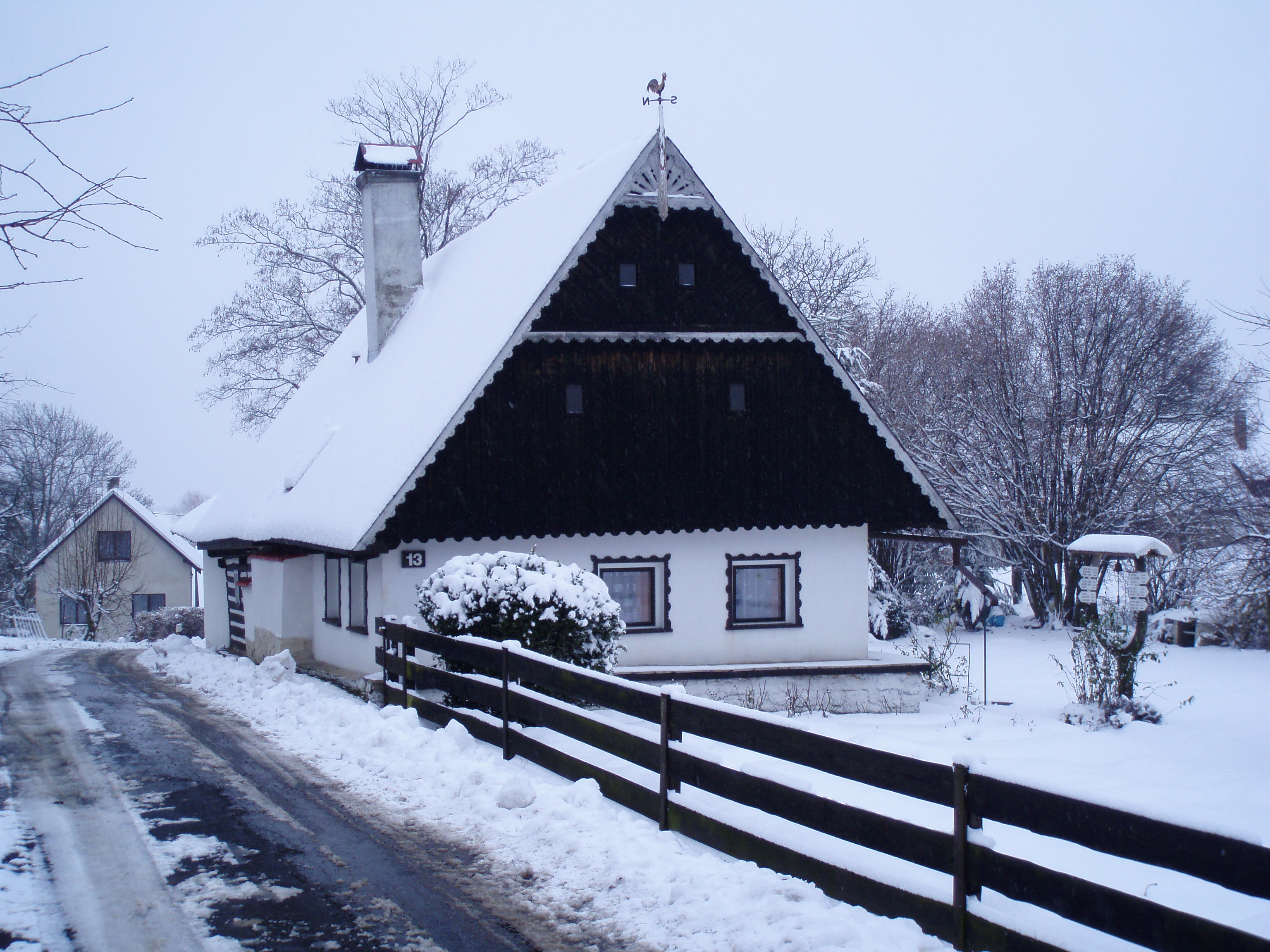
Dom nr 13

### Powierzchnia
Křižanov tworzy razem z Mečovem jeden obszar katastralny. Dlatego dostępne materiały prezentują tylko powierzchnię całego obszaru katastralnego, który wynosi 221,3356 ha.
Wcześniej granica między wsiami Křižanov i Mečov prowadziła od biegu Potoku Slatinskiego pod domem nr 37 (nr parcel 1003, 874, 873), wokół tego domu aż do domu nr 26 (180, 870, 869, 868), stamtąd na północ wzdłuż leśnej drogi i potem w skraj lasu (1014, 1015 a 1017) na północny wschód nad miejscami zwanymi Mečovská i Barchovinská (1012, 1019, 1020, 1021, 1022, 1023) do drogi Příčnice oraz okolicy wzgórza Na Příčnici (parcele 1025 i 1024), znajdującego się na krawędzi lasu Barchoviny. Zatem rzeczywisty obszar wsi wynosi około 1,19 km².

### Hydrologia
Miejscowość leży w dorzeczu Úpy. Najważniejszym ciekiem jest bezimienny potok, który jest opisywany przez niektórych autorów jako początek Potoku Slatińskiego. W ostatnim czasie poziom wody nadal spada i w niektórych latach jest to tylko sezonowy strumień. W przeszłości wieś miała kilka stawów, z których pozostał tylko staw w centrum miejscowości (pierwotnie 1235 m², zmniejszony kilka lat temu oraz w 2009 r. ), choć obserwacja składu roślin pozwala dostrzec, gdzie znajdowały się dawniej inne stawy.

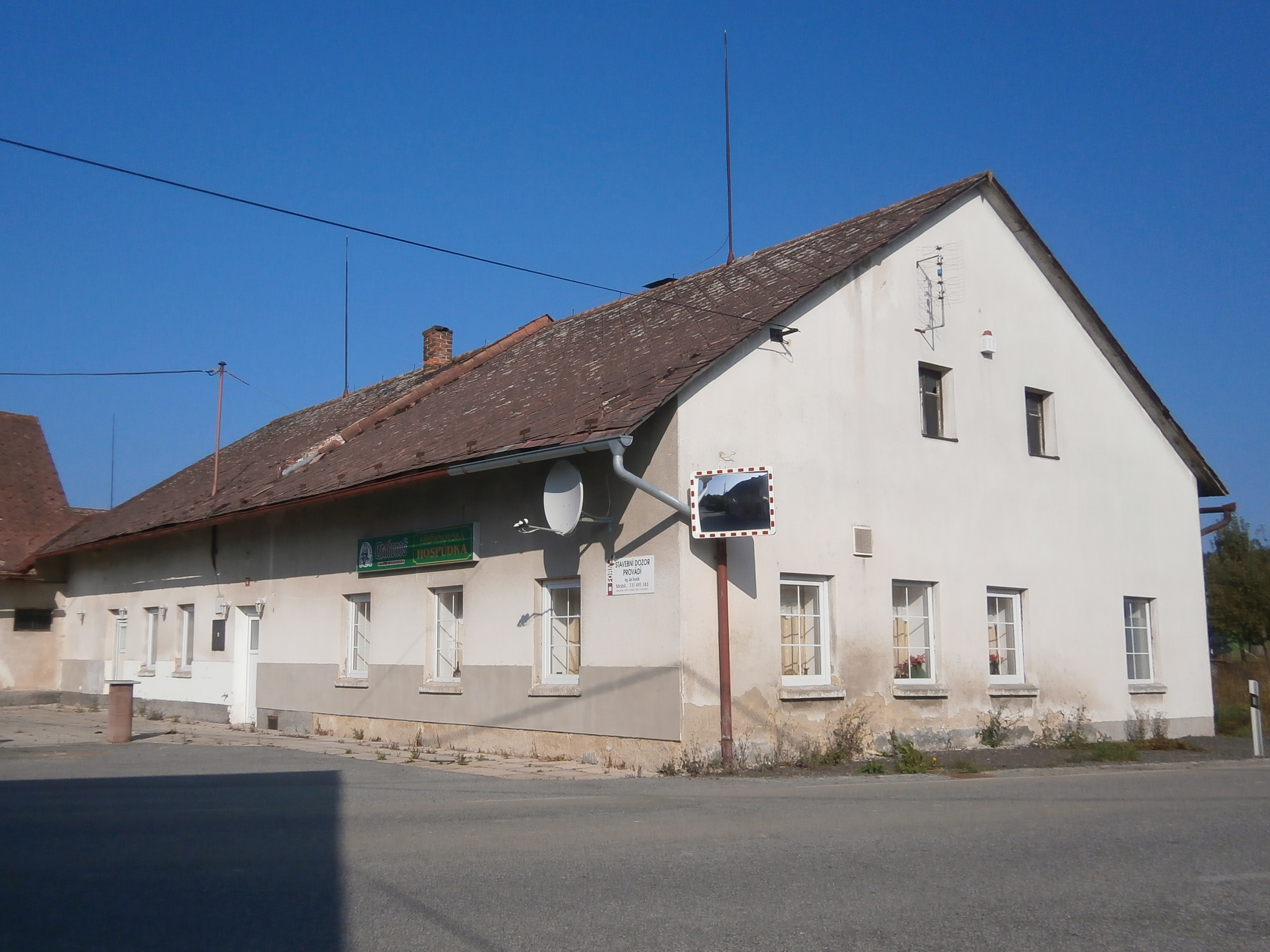
Były gościniec

### Geomorfologia i geologia
Teren wsi znajduje się w południowej części Wyżyny Podkarkonoskiej. Geomorfologicznie leży na południowym wschodzie Podgórza Karkonoskiego, lub raczej jego części zwanej Kocléřovský hřbet, a od północnego zachodu w kierunku zachodnim ciągnie się jej częściowy grzbiet zwany Hořičský hřbet, którego najwyższy szczyt, Liščí hora (609 m n.p.m.), jest położony w pobliżu gminy Hajnice. Podobnie i inne szczyty tego przedziału pomiędzy pofałdowanym rejonem Podkarkonosza i płaską Płytą Czeską – Kopna (582 m n.p.m.) i Smiřická stráň (569 m n.p.m.) – znajdują się poza terenem wsi. Na wschodzie Hořičský hřbet przechodzi w Wyżynę Olešenską, którą poza katastrem wsi przecina rzeka Úpa.
Równinne centrum wsi przebiega we wszystkich kierunkach w krajobraz bardzo pofałdowany, którego powierzchnia znajduje się na wysokości 458–470 m n.p.m. W kierunku miejscowości Posadov, Hořičky, Libňatov oraz Mečov powierzchnia łagodnie spada. Najwyższymi punktami są bezimienne cechy wysokości, np. w lesie Vejrovina (470,8 m n.p.m.), na gruntach zwanych Na krutině (481,9 m n.p.m.) lub na łące za lasem w pobliżu Olšiny (477,8 m n.p.m.).
Niektóre wysokości na terenie gminy
| Miejsce                   | Skrzyżowanie przy restauracji | Skrzyżowanie Posadov-Mezilečí | Dom nr 22 | Dom nr 23 | Dom nr 26 | Dom nr 36 |
| ------------------------- | ----------------------------- | ----------------------------- | --------- | --------- | --------- | --------- |
| Wysokość (metry n. p. m.) | 468                           | 460                           | 446       | 450       | 447       | 442       |

Źródło: Hořičský zpravodaj, Hořičky, červen 2012
Obszar katastralny Křižanova należy geologicznie do Česká křídová pánev, co oznacza, że jest częścią Masywu Czeskiego. Większość wsi, w sensie chronostratygraficznym, należy do późnej kredy, a dokładniej do dolnego oraz środkowego turonu. Dlatego tutaj można znaleźć głównie piaszczyste margle oraz spongiolity. W kierunku północnego wschodu (tereny zwane K hliníkům) przeważają relikty słodkowodnego trzeciorzędu (piaszczyste żwiry i piaski, sporadycznie także bloki krzemiennych piaskowców oraz iły), natomiast na południowy wschód (Na pádolině) występują czwartorzędowe kamieniste oraz gliniasto-kamieniste osady z różnym składem mineralnym. Lokalna fauna i flora składa się z typowych gatunków Europy Środkowej.

## Demografia

### Liczba ludności
| Rok             | 1843 | 1869 | 1880 | 1890 | 1900 | 1910 | 1921 | 1930 | 1950 | 1961 | 1970 | 1980 | 1991 | 2001 |
| --------------- | ---- | ---- | ---- | ---- | ---- | ---- | ---- | ---- | ---- | ---- | ---- | ---- | ---- | ---- |
| Liczba ludności | 258  | 232  | 234  | 219  | 186  | 166  | 152  | 155  | 117  | 104  | 95   | 78   | 53   | 60   |

Źródło: Czeski Urząd Statystyczny

### Liczba domów

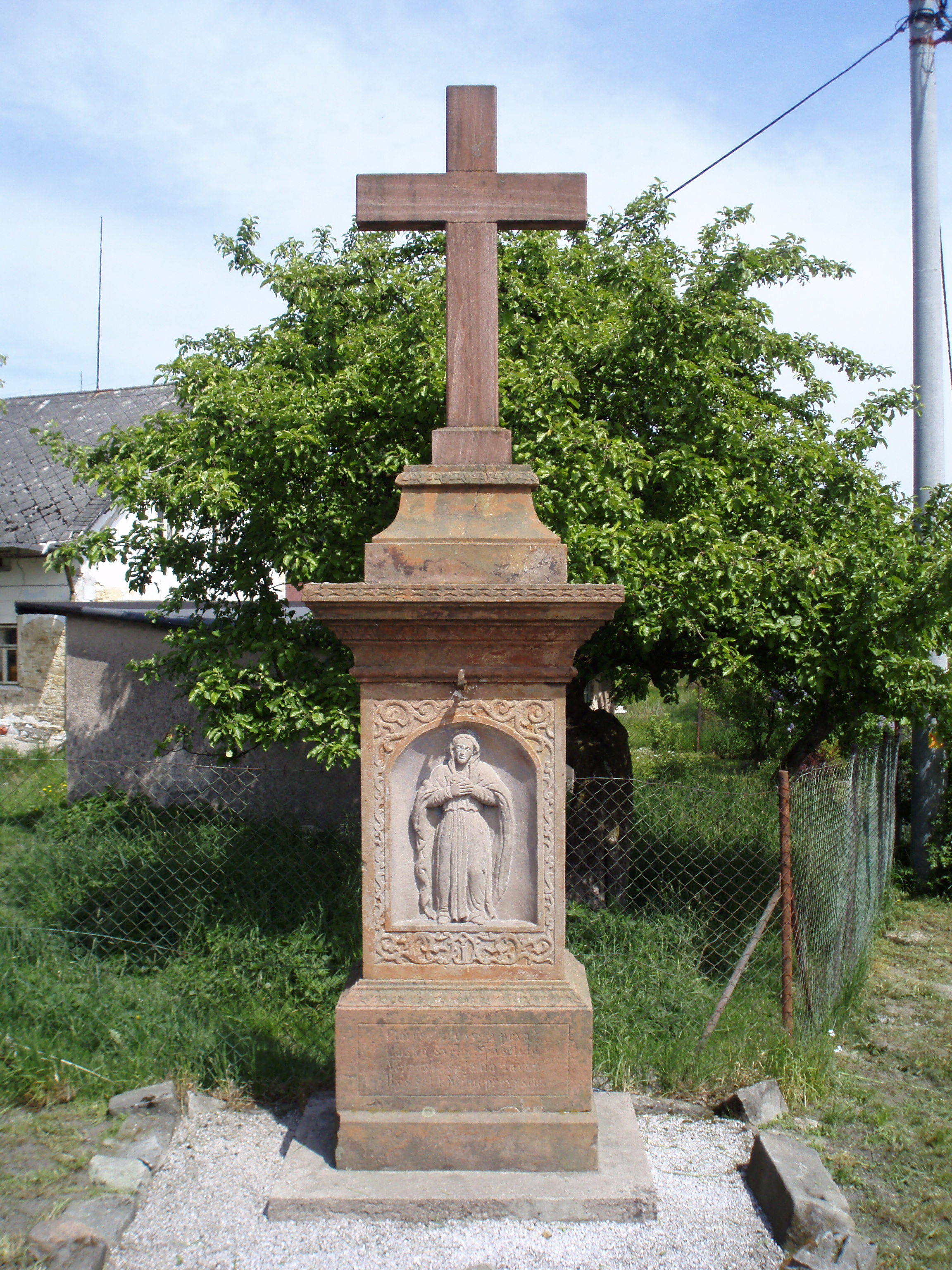
Kamienny krzyż przy drodze głównej

| Rok          | 1843 | 1869 | 1880 | 1890 | 1900 | 1910 | 1921 | 1930 | 1950 | 1961 | 1970 | 1980 | 1991 | 2001 |
| ------------ | ---- | ---- | ---- | ---- | ---- | ---- | ---- | ---- | ---- | ---- | ---- | ---- | ---- | ---- |
| Liczba domów | 42   | 42   | 42   | 42   | 42   | 42   | 42   | 44   | 43   | 52   | 36   | 31   | 45   | 45   |

Źródło: Czeski Urząd Statystyczny

## Historia
Pierwsza pisemna wzmianka o Křižanowie pochodzi z 1527 r., kiedy opuszczony zamek Litoboř wraz z gminami Hořičky, Křižanov, Chlístov, Libňatov i innymi posiadłościami przejęli Zdeněk Lev z Rožmitálu i Jan Krušina z Lichtemburka (poprzedni właściciel majątku, Petr Adršpach z Dubé, obciążył majątek długami).
Obaj współwłaściciele po siedmiu latach sprzedali (6 czerwca 1534) majątek Rýzmburk, w tym wieś Křižanov, za 5450 groszy praskich Janowi z Pernštejna, który również nie potrafił zarządzać tak ogromnym majątkiem, więc w 1544 r. go sprzedał za 6050 groszy praskich Bernartu Žehušickiemu z Nestajova, który mieszkał w zamku Rýzmburk aż do śmierci w 1563 r.
Nie pozostawiając potomków, majątek przeszedł do rąk jego wuja Jana Žehušickiego z Nestajova, ale jego panowanie nie było długie. Po prawie roku zmarł i majątek przeszedł na jego brata Hertvíka, który zmarł w 1578 r.
Jego śmierć doprowadziła do poważnych sporów, bo roszczenia do majątku zgłosili: jego druga żona Bohunka z Hustířan, siostra Mandalena, żona Adama Úlibskiego z Újezdca, Elżbieta, małżonka Adama Bohdaneckiego z Hodkova, Lidmila, żona Čertorejskiego z Čertorej oraz Jan Chuchelský z Nestajova.
Problem został rozwiązany w niecałe pół roku. Majątek z dóbr Rýzmburk, w tym Křižanov, uzyskała siostra zmarłego Mandalena Úlibská z Nestajova.
W 1582 r. kupiła dla swojego niepełnoletniego syna Jaroslava ze Smiřic dwór Ratibořice z nowym młynem, rzeką Úpą i łąkami, oraz z miejscowościami: Lhota pod Hořičkami, Chlístov, Křižanov, Zábrodí i las Kramolną Hedvika (Jadwiga) z Házmburka. Wskutek tej decyzji Křižanov stał się częścią posiadłości ziemskiej Náchod.
W następnym okresie Křižanov wraz z całą okolicą należał do rodu szlacheckiego Smiřickich ze Smiřic (do 1634 r.), Piccolomini (do 1783 r.), Desfours (do 1792 r.), Bironów (do 1839 r.), Hohenzollern-Hechingen (do 1840 r.) oraz Lippe-Bisterfeld, lub Schaumburg-Lippe (do 1945 r.).
Ważny okres w dziejach wsi to lata 1650-1655, kiedy dwaj jezuici - Jiří Buda i Jiří Mazenius - podróżowali z eskortą wojskową po okolicy i nawracali mieszkańców na wiarę rzymskokatolicką. W wykazu odbytych spowiedzi z 1654 r. wynika, że żal za grzechy wyznało 27 mieszkańców Křižanova.
Wiek XVIII przyniósł kilka okresów nieurodzaju, głodu oraz drożyzny. W 1775 r. wybuchła nieudana chłopska rebelia, która miała swoje epicentrum w miasteczku Rtyně v Podkrkonoší.
Po 1848 r. Křižanov został jako gmina katastralna częścią gminy Litoboř.
20 maja 1872 wieś została dotknięta klęską żywiołową. Duży grad zniszczył większość urodzaju i wieś musiała zwrócić się o pomoc od państwa, którą wreszcie otrzymała. Choć większość z niej składała się z ulg podatkowych.
U schyłku XIX wieku zmienia się wygląd wsi. stopniowo znikają drewniane budynki a mieszkańcy wznoszą domy murowane. Křižanov liczył wówczas 44 domy z 235 mieszkańcami - była tutaj 1 karczma, 2 handlarzy, 1 rzeźnik oraz 1 piekarz.
Na początku XX wieku najważniejszym zakładem przemysłowym była w miejscowości spółka „Jan Sochor, výroba lihovin v Křižanově u České Skalice“, która specjalizowała się w produkcji esencji, olejków eterycznych, barwników, perfum, alkoholu oraz wina.
Nowo powstała Pierwsza Republika Czechosłowacka przyniosła okres prosperity i zmian. W 1923 r. została założona Ochotnicza Straż Pożarna. Pomimo tego pojawiła się na terenie Křižanova duża liczba wybuchających pożarów, na przykład 31 czerwca 1928 spłonął domek Antonína Mertlíka i 6 stycznia 1934 został znacznie zniszczony dom nr 27, który musiał być odbudowany na nowo. Największym problemem był zawsze brak wody gaśniczej. Pod koniec lat dwudziestych wieś została również podłączona do sieci Grupowego Wodociągu Úpskiego oraz doprowadzono do niej linię elektryczną. Jej budowę zakończono dopiero w 1950 r. Ponadto w 1929 r. zaczął jeździć przez wieś autobus Hořičky-Úpice.

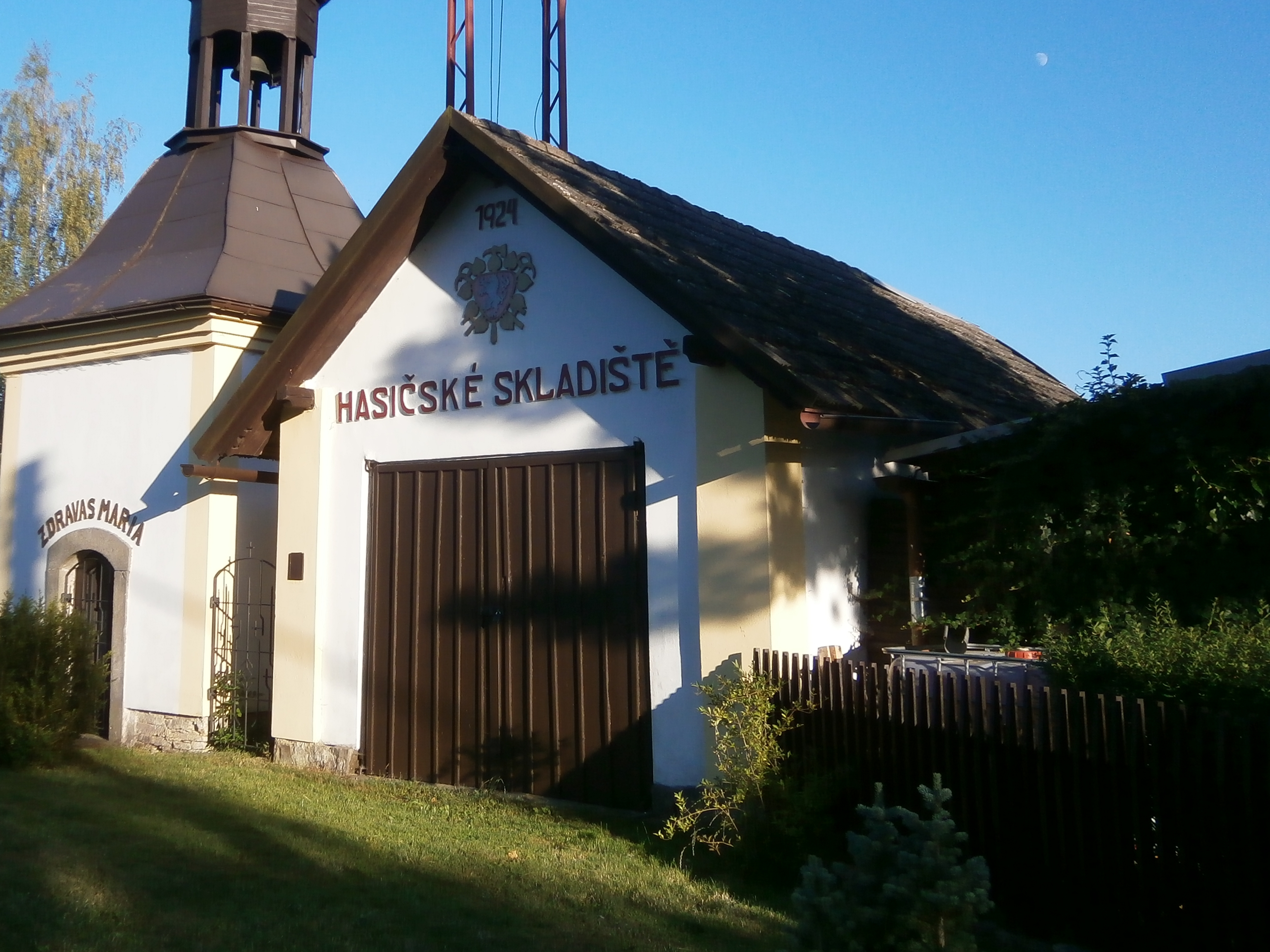
Remiza strażacka

Po przewrocie komunistycznym w lutym 1948 r. nastąpił okres przymusowej kolektywizacji. Miejscowa Rolnicza Spółdzielnia Produkcyjna (czes. Jednotné zemědělské družstvo) została utworzona dopiero w 1958 r., ale już dwa lata później została włączona do JZD Mezilečí. Również wieś została częścią gminy Mezilečí. W Křižanowie istniał sklep spożywczy, przebudowany w latach 70. w ramach akcji Z, oraz funkcjonowała restauracja spółdzielni produkcyjnej. Były one wcześniej własnością rodziny Tučków, której majątek skonfiskowali komuniści w latach 50.
Ostatnia duża zmiana nastąpiła 1 lipca 1985 r., kiedy Křižanov stał się częścią gminy Hořičky. Po aksamitnej rewolucji w 1989 r. nastąpił okres restytucji majątków, które uzyskali komuniści. Sklep spożywczy wraz z restauracją nie przeżył początku XXI wieku. Z miejscowych stowarzyszeń istnieje tylko Ochotnicza Straż Pożarna. Problemy z transportem, zatrudnieniem, opieką medyczną itd. spowodowały spadek liczby ludności oraz ucieczkę młodych ludzi do miast. W ostatnich latach przenoszą się tutaj szczególnie ludzie z miast w wieku emerytalnym, którzy wcześniej przyjeżdżali do Křižanova tylko w ramach urlopu oraz wakacji. Jednak to nie rozwiązuje problemu z brakiem populacji.
Warto wspomnieć huragan Kyrill, który w styczniu 2007 r. spowodował wielkie szkody w miejscowych lasach, oraz huragan Emma, który owe straty zwiększył.
Ważnym wydarzeniem był m.in. w 2009 r. remont drogi, która łączy miasta Česká Skalice i Úpice, oraz rekonstrukcja tamy miejscowego stawu, która dziś znajduje się ponownie w złym stanie.

## Zabytki
- Kapliczka Najświętszej Marii Panny z 1838 r.[13]
- Remiza jednostki Ochotniczej Straży Pożarnej z 1924 r.
- Kamienny krzyż przy domu nr 31 z 1849 r.
- Krzyż żelazny na kamiennym postumencie przy domu nr 6 z 1872 r.
- Krzyż żelazny na kamiennym postumencie przy domu nr 7 z 1880 r.[14]
- Krzyż żelazny na kamiennym postumencie przy domu nr 20 z 1886 r.